# Дьюрчек, Дебора
Дебора Дьюрчек Оливера (исп. Déborah Gyurcsek Olivera; род. 7 декабря 1978) — уругвайская легкоатлетка, специалистка по прыжкам с шестом. Выступала на профессиональном уровне в 1997—2014 годах, обладательница бронзовой медали Панамериканских игр, чемпионка Южной Америки, призёрка иберо-американского чемпионата и других крупных международных турниров, действующая рекордсменка Уругвая на открытом стадионе и в помещении, участница летних Олимпийских игр в Сиднее.

## Биография
Дебора Дьюрчек родилась 7 декабря 1978 года.
Первого серьёзного успеха в лёгкой атлетике на международном уровне добилась в сезоне 1997 года, когда вошла в состав уругвайской сборной и выступила на чемпионате Южной Америки в Мар-дель-Плате, где в зачёте прыжков с шестом завоевала золотую медаль. Позднее также победила на юниорском южноамериканском первенстве в Сан-Карлосе.
В 1998 году выиграла бронзовую медаль на иберо-американском чемпионате в Лиссабоне.
В 1999 году получила серебро на чемпионате Южной Америки в Боготе и взяла бронзу на Панамериканских играх в Виннипеге.
В 2000 году превзошла всех соперниц на соревнованиях в Кочабамбе, установив при этом ныне действующий национальный рекорд Уругвая в прыжках с шестом на открытом стадионе — 4,23 метра. Благодаря череде удачных выступлений удостоилась права защищать честь страны на летних Олимпийских играх в Сиднее — на предварительном квалификационном этапе прыгнула на 4,15 метра, чего оказалось недостаточно для выхода в финальную стадию соревнований.
На чемпионате мира 2001 года в Эдмонтоне провалила все свои попытки, не показав никакого результата.
В 2002 году заняла пятое место на иберо-американском чемпионате в Гватемале.
В 2003 году среди прочего стала четвёртой на чемпионате Южной Америки в Баркисимето, закрыла десятку сильнейших на Панамериканских играх в Санто-Доминго.
В 2004 году на соревнованиях в Валенсии установила ныне действующий национальный рекорд Уругвая в прыжках с шестом в помещении — 3,95 метра. Помимо этого, была седьмой на иберо-американском чемпионате в Уэльве.
В 2006 году отметилась выступлением на южноамериканском чемпионате в Тунхе.
В 2007 году заняла седьмое место на Панамериканских играх в Рио-де-Жанейро.
На иберо-американском чемпионате 2010 года в Сан-Фернандо показала восьмой результат.
В 2011 году заняла 12-е место на Панамериканских играх в Гвадалахаре.
Завершила спортивную карьеру по окончании сезона 2014 года.